# 歐陸風雲
《欧陆风云》是一款由Paradox Development Studio开发并于2000年由Strategy First发行的大战略电子游戏。

## 开发
该游戏最初基于由Philippe Thibaut于1993年发布的法国同名桌游《欧陆风云》。 为了便于新游戏的开发，开发了一个名为欧陆引擎的专有软件引擎。 游戏于2001年1月23日完成。

## 游戏玩法
《欧陆风云》让玩家控制1492年至1801年间的七个欧洲国家之一（其他国家可在不同的剧本中使用），通过军事力量、外交和殖民财富来扩展其势力。游戏在一个二维地图上进行，地图划分为3633个省份，并以可暂停的实时计算形式进行。 部分世界对玩家来说是不可见的（未探索区域），但可以探索个别省份。
玩家在剧本中指挥八个欧洲大国之一，并扮演各个历史上的统治者。这些统治者会根据历史现实随时间变化，并拥有不同的技能，这些技能会转化为国家的发展。例如，约翰三世·索别斯基在游戏中具有高超的军事技能，而苏莱曼大帝则具有高超的行政技能。 游戏中有许多历史事件，例如宗教改革、托尔德西里亚斯条约和荷兰起义，这些事件对游戏有重大影响。
玩家可以通过将部分预算分配给研究来照顾自己国家的技术发展。技术进步是线性的，包括在四个领域中达到越来越高的技术水平：军队、海军、基础设施和贸易。随着进步的发展，玩家可以获得新的能力，例如改进的单位。也可以增加支出以维持国家的稳定，或放弃所有补贴以增加国库，但代价是通货膨胀上升。
人口叛乱可能成为内部发展的一个问题。当国家宗教与省份信仰的宗教不同时（游戏中有多种不同的信仰和宗教），设立税务官对人口征税，或由于游戏触发的事件，都会引发叛乱。叛军甚至可能脱离国家并宣布独立。 因此，稳定系统在游戏中起着重要作用，它决定了各省的叛乱风险，以及城市发展速度和税收的多少。
外交在游戏中也占有重要地位。玩家可以尝试缔结联盟、提高与其他国家的关系、赠送礼物、贿赂、威胁以及宣布战争。

## 评价
该游戏在评论中获得了广泛好评。在Metacritic上，根据18条评论，游戏得分为82/100。在GameRankings上，基于32条评论，游戏的评分为82%。
在游戏发布后不久，开发商继续发行了许多续集和衍生作品，如《欧陆风云II》、《欧陆风云III》和《欧陆风云IV》。这些续作扩展了游戏机制，引入了新的内容，并改进了图形和用户界面。